# Ceratocombus brevipennis
Ceratocombus brevipennis är en insektsart som beskrevs av Bertil Robert Poppius 1910. Ceratocombus brevipennis ingår i släktet Ceratocombus, och familjen dvärgskinnbaggar. Arten är reproducerande i Sverige.